# نوآر نوردیک
نوآر نوردیک (انگلیسی: Nordic noir) که با نام «نوآر اسکاندیناویایی» نیز شناخته می‌شود، یک ژانر یا گونه ادبی در ادبیات داستانی جنایی است که معمولاً از دیدگاه یک پلیس به نگارش درمی‌آید و در اسکاندیناوی و کشورهای نوردیک مورد استفاده قرار می‌گیرد. محبوبیت نوآر نوردیک در فیلم و تلویزیون گسترش یافته و از جمله آن می‌توان به پل و شهر مرزی اشاره کرد.

## نویسندگان
نویسندگانی که در ایجاد و گسترش این ژانر سهیم بوده‌اند عبارتند از:
- آرتنالتور اینتریذاسون ایسلندی
- کارین فوسام نروژی
- آنه هولت نروژی
- یو نسبو نروژی
- جان آرنالد سوئدی
- مایگول اکسلسون سوئدی
- ششتین اکمن سوئدی
- کامیلا لاکبرگ سوئدی
- استیگ لارسن سوئدی
- هنینگ مانکل سوئدی
- لیزا مارکلوند سوئدی
- هلن تارستین سوئدی